# Divize B 1981/1982
V soubojích 17. ročníku České divize B 1981/82 se utkalo 16 týmů dvoukolovým systémem podzim – jaro. Tento ročník fotbalové soutěže začal v srpnu 1981 a skončil v červnu 1982.

## Nové týmy v sezoně 1981/82
Z 2. ligy – sk. A 1979/80 nesestoupilo do Divize B žádné mužstvo. Z krajských přeborů ročníku 1980/81 postoupila vítězná mužstva TJ Slovan Kadaň a TJ Sokol Brňany ze Severočeského krajského přeboru a TJ Břevnov z Pražského přeboru. Také sem bylo přeřazeno mužstvo TJ Admira Praha 8 z Divize A.

## Výsledná tabulka
| Poř. | Tým                           | Z  | V  | R | P  | VG | OG | B  |
| ---- | ----------------------------- | -- | -- | - | -- | -- | -- | -- |
| 1.   | TJ Sepap Štětí                | 26 | 17 | 5 | 4  | 55 | 20 | 39 |
| 2.   | TJ Meteor Praha 8             | 26 | 15 | 7 | 4  | 48 | 21 | 37 |
| 3.   | TJ Slavoj Litoměřice          | 26 | 13 | 5 | 8  | 46 | 37 | 31 |
| 4.   | TJ Slovan Varnsdorf           | 26 | 12 | 4 | 10 | 43 | 32 | 28 |
| 5.   | TJ Fruta Vojkovice            | 26 | 11 | 6 | 9  | 51 | 46 | 28 |
| 6.   | TJ Sepap Jílové               | 26 | 10 | 7 | 9  | 40 | 37 | 27 |
| 7.   | VTJ Karlovy Vary              | 26 | 11 | 4 | 11 | 46 | 26 | 26 |
| 8.   | TJ Uhelné sklady Praha        | 26 | 9  | 7 | 10 | 39 | 38 | 25 |
| 9.   | TJ Admira Praha 8             | 26 | 7  | 8 | 11 | 33 | 49 | 22 |
| 10.  | TJ Chemička Ústí nad Labem    | 26 | 7  | 8 | 11 | 27 | 46 | 22 |
| 11.  | TJ Spartak Roudnice nad Labem | 26 | 8  | 5 | 13 | 35 | 51 | 21 |
| 12.  | TJ Slovan Kadaň               | 26 | 7  | 6 | 13 | 42 | 55 | 20 |
| 13.  | TJ Sokol Brňany               | 26 | 8  | 4 | 14 | 44 | 58 | 20 |
| 14.  | TJ Břevnov                    | 26 | 7  | 4 | 15 | 28 | 61 | 18 |

Poznámky:
- Z = Odehrané zápasy; V = Vítězství; R = Remízy; P = Prohry; VG = Vstřelené góly; OG = Obdržené góly; B = Body

|  | Postup do 3. ligy – sk. A 1982/83                |
|  | Sestup do příslušného oblastního přeboru 1982/83 |